# Ulf Fink

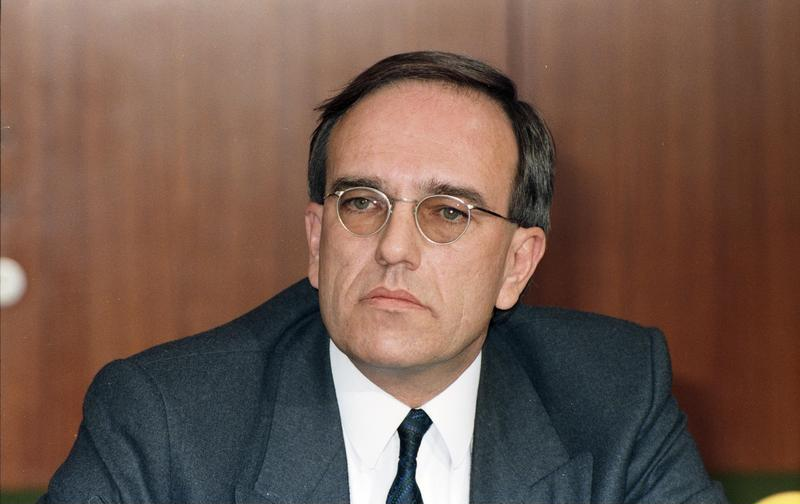
Ulf Fink (1988)

Ulf Fink (* 6. Oktober 1942 in Freiberg, Sachsen) ist ein deutscher Politiker und Mitglied der Christlich Demokratischen Union Deutschlands (CDU).

## Leben
Fink studierte Volkswirtschaftslehre an den Universitäten in Hamburg, Marburg und Bonn und schloss sein Studium 1966 als Diplom-Volkswirt ab. Danach war er ab 1967 als wissenschaftlicher Mitarbeiter im Bundesministerium für Arbeit beschäftigt, seit 1970 als wissenschaftlicher Mitarbeiter in der CDU/CSU-Fraktion im Deutschen Bundestag. Seine politische Karriere erreichte 1979 einen ersten Höhepunkt mit der Wahl zum Bundesgeschäftsführer der CDU. Fink galt damals als ein enger Vertrauter des seinerzeitigen Generalsekretärs Heiner Geißler.
Als Experte für Sozialpolitik war Fink, seit 1983 Mitglied der NGG, von 1987 bis 1993 Bundesvorsitzender der CDA. Von 1990 bis 1994 war Fink stellvertretender Bundesvorsitzender des Deutschen Gewerkschaftsbundes, wo er die Abteilungen Umwelt und Gesundheit, Technologie/Humanisierung der Arbeit sowie Berufliche und Allgemeine Bildung leitete.

## Politik
Im Jahr 1981 berief ihn der zum Regierenden Bürgermeister von Berlin gewählte Richard von Weizsäcker als Senator für Gesundheit und Soziales in den Senat von Berlin. Dieses Amt bekleidete er bis zum Wahlsieg Walter Mompers bei der Abgeordnetenhauswahl von 1989. In dieser Eigenschaft regte er 1984 eine Diskussion über die Trinkwasserfluoridierung in Berlin an und setzte sich nach einem Misserfolg für die Salzfluoridierung ein. Auch für eine fortschrittliche AIDS-Politik trat er ein, was damals bei Unionspolitikern nicht immer selbstverständlich war.  So war er ein wichtiger Befürworter der staatlichen Förderung von Informations- und Beratungszentren wie etwa Mann-O-Meter oder Hydra e. V. Bei der Wahl 1985 wurde er auch in das Abgeordnetenhaus von Berlin gewählt, dem er bis 1992 angehörte.
Ab 1987 war Fink Vorsitzender der Christlich-Demokratischen Arbeitnehmerschaft. In dieser Funktion forderte er seine Partei auf, sich nach der Wiedervereinigung auf die Grundwerte Freiheit, Gerechtigkeit und Solidarität zu besinnen. 1993 verlor er dieses Amt in einer Kampfabstimmung gegen den damaligen Arbeitsminister von Sachsen-Anhalt, Werner Schreiber. Von 1990 bis 1994 war er stellvertretender Bundesvorsitzender des DGB. Nach seinem Ausscheiden aus dem Berliner Senat versuchte sich Fink in der Brandenburgischen Landespolitik und führte von 1991 bis 1993 den dortigen CDU-Landesverband. Bei seiner Wahl im November 1991 hatte er sich gegen die von der Bundespartei unterstützte Kandidatin Angela Merkel in einer Kampfabstimmung durchgesetzt. Trotz dieses Erfolges fand er in seiner Funktion nur eingeschränkt Rückhalt: Vor allem die Zusammenarbeit mit dem Fraktionsvorsitzenden der CDU im Landtag Brandenburg, Peter-Michael Diestel, gestaltete sich schwierig. Fink befürwortete einen klaren Oppositionskurs gegen den mit dem Vorwurf der Zugehörigkeit zur Stasi belasteten Ministerpräsidenten Manfred Stolpe ebenso wie gegen die Brandenburgische Verfassung.
Im Jahr 1994 wurde Fink über die Landesliste Brandenburgs in den Deutschen Bundestag gewählt, dem er zwei Legislaturperioden lang bis 2002 angehörte. In diese Zeit fällt auch die Gründung der WISO-Gruppe mit Sitz in Berlin, die sich neben der Erstellung wissenschaftlicher Gutachten (z. B. zur „Lohnquote“) mit der Durchführung bedeutender Gesundheitskongresse in Deutschland befasst. 1997–2009 war Ulf Fink auch Präsident des Kneipp-Bund e. V. – Bundesverband für Gesundheitsförderung und Prävention. Seit Dezember 2003 ist er Vorstandsvorsitzender des Vereins Gesundheitsstadt Berlin. Zudem ist er Mitglied im Kuratorium der Hilfsorganisation CARE Deutschland.